# Villaquirán de la Puebla
Villaquirán de la Puebla ist eine Ortschaft und eine Gemeinde (municipio) mit 46 Einwohnern (Stand: 2024) in der Provinz Burgos in der nordspanischen Autonomen Gemeinschaft Kastilien und León. Die Gemeinde gehört zur Comarca Odra-Pisuerga. Die Gemeinde besteht aus den Ortsteilen Castrillo und Hinojal de Riopisuerga.

## Lage
Villaquirán de la Puebla liegt in der kastilischen Hochebene (meseta) in einer Höhe von etwa 814 Metern ü. d. M. und etwa 38 Kilometer in westsüdwestlicher Entfernung von der Stadt Burgos. 

## Bevölkerungsentwicklung
| Jahr      | 1970 | 1981 | 1991 | 2001 | 2011 | 2021 |
| Einwohner | 120  | 94   | 79   | 62   | 51   | 48   |

## Wirtschaft
Die Region ist seit Jahrhunderten wesentlich von der Landwirtschaft geprägt; die Bewohner früherer Zeiten lebten hauptsächlich als Selbstversorger, aber auch Handwerk und Kleinhandel spielten eine Rolle. Ein Schwerpunkt lag auf der Anzucht von Bäumen aller Art, die letztlich in ganz Zentralspanien angepflanzt wurden.

## Sehenswürdigkeiten
- Michaeliskirche (Iglesia de San Miguel Arcángel)
- Turmruine

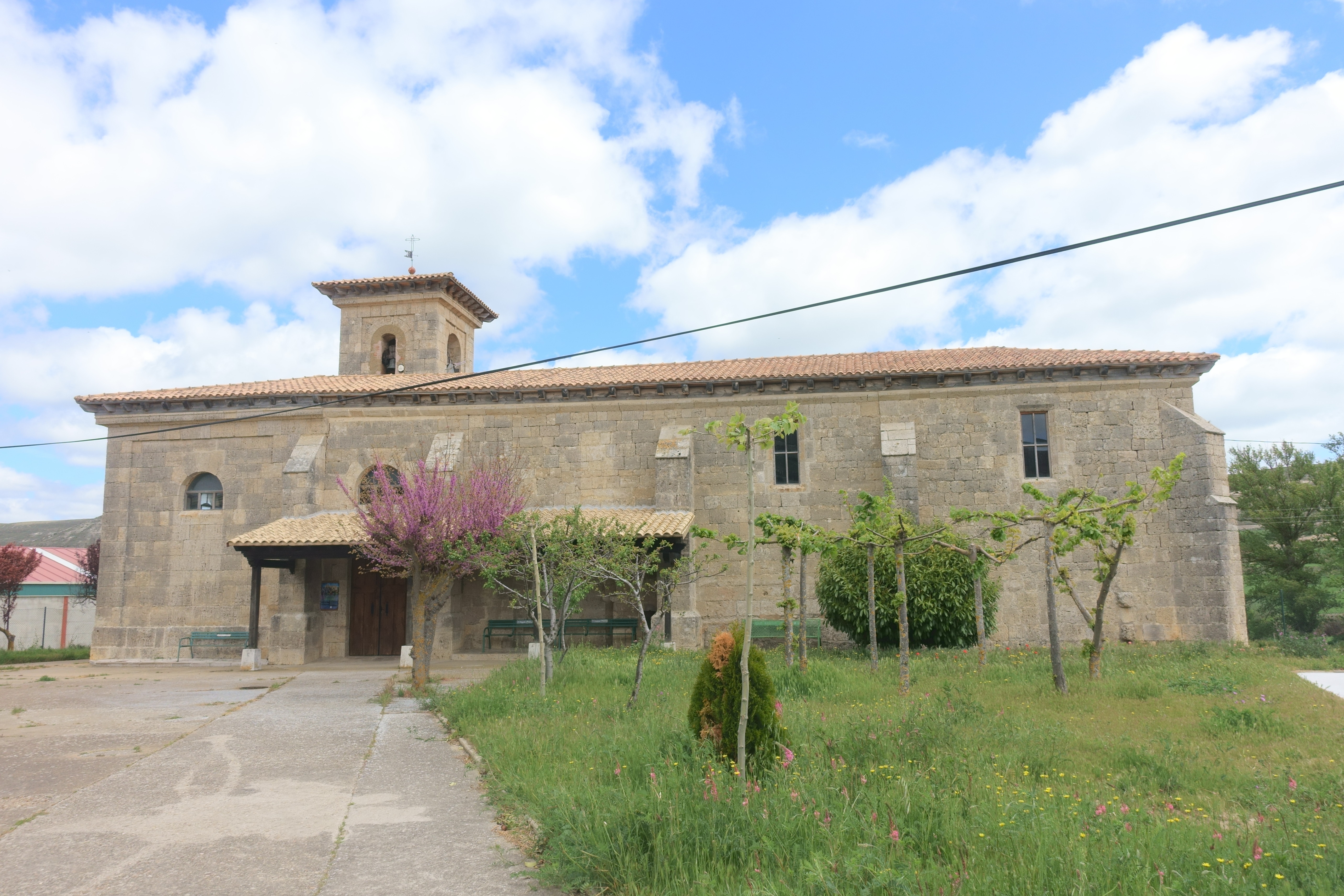
Michaeliskirche
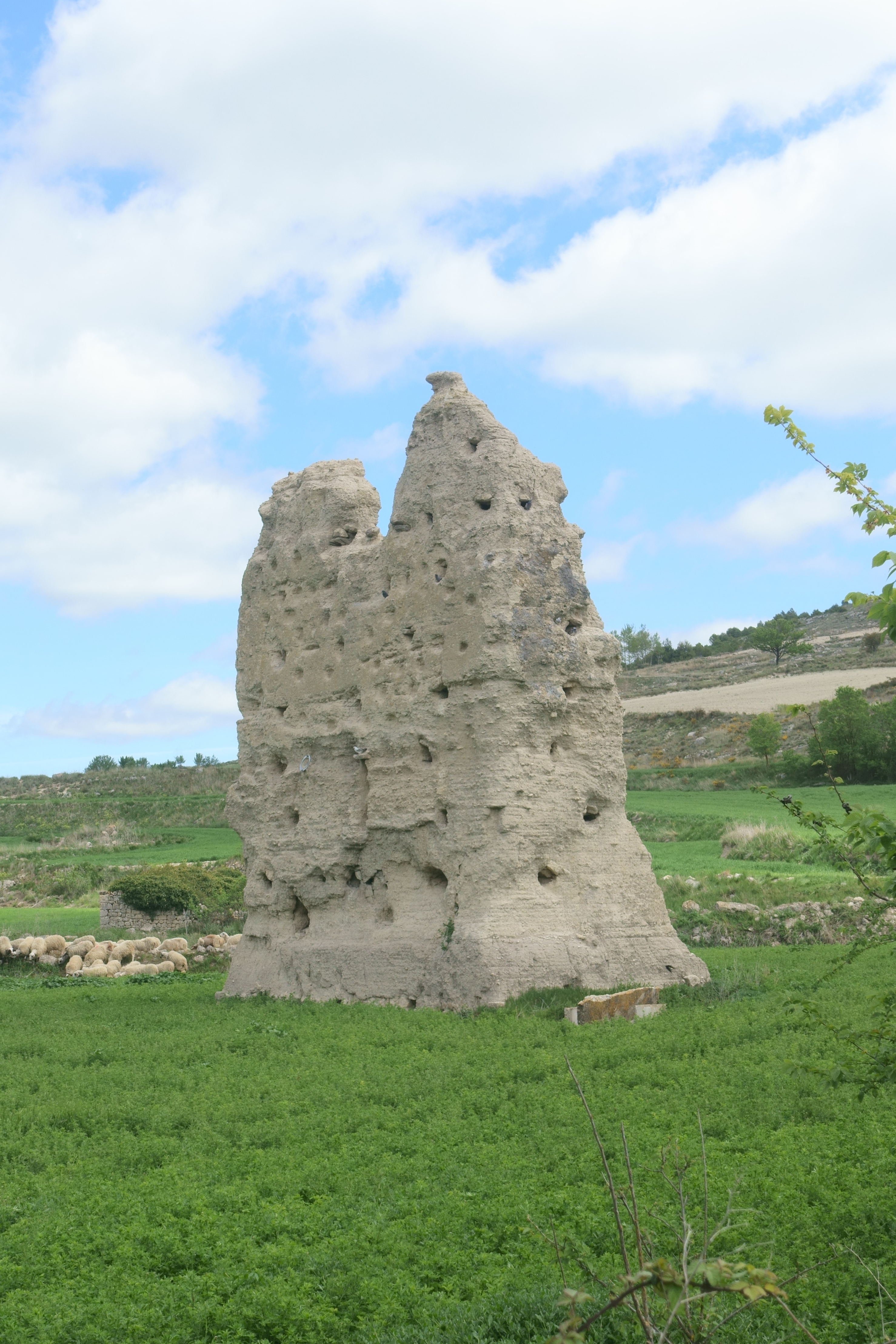
Turmruine